# Большое Демино
Большое Демино — деревня в Советском районе Кировской области в составе Зашижемского сельского поселения. 

## География
Находится на левобережной части района на расстоянии примерно 18 километров по прямой на север-северо-запад от Кировского моста через реку Вятка у районного центра города Советск.

## История
Известна с 1763 года как деревня Деминская с населением 137 человек. В 1873 году здесь было учтено дворов 27 и жителей 180, в 1905 32 и 188, в 1926 (Дёмины) 43 и 238, в 1950 58 и 147, в 1989 году оставалось 18 жителей. Нынешнее название утвердилось с 1989 года.

## Население
Постоянное население составляло 9 человек (русские 100%) в 2002 году, 6 в 2010.